# Puig de les Forques (Fontanals de Cerdanya)
El Puig de les Forques és una muntanya de 1.707 metres que es troba al municipi de Fontanals de Cerdanya, a la comarca de la Baixa Cerdanya.
Al cim es troba un vèrtex geodèsic: un pilar cilíndric de formigó de 0,30 metres de diàmetre i 1,21 metres d'alçada damunt una base quadrada de formigó. En temps sec s'hi pot accedir amb qualsevol vehicle.